# Adam Deutsch
Adam Deutsch, född 22 maj 1995 i Gävle, är en svensk professionell ishockeyspelare som spelar för Medvescak Zagreb i EBEL.
Han är äldre bror till ishockeyspelaren David Deutsch.